# Hesydrus canar
Hesydrus canar är en spindelart som beskrevs av James E. Carico 2005. Hesydrus canar ingår i släktet Hesydrus och familjen Trechaleidae. Inga underarter finns listade i Catalogue of Life.